# Anton Korolow
Anton Siergiejewicz Korolow (ros. Антон Сергеевич Королёв; ur. 26 stycznia 1988 w Moskwie) – rosyjski hokeista.

## Kariera
- Spartak Moskwa 2 (2005-2006)
- Nieftianik Leninogorsk (2006-2008)
- Sokoł Nowoczeboksarsk (2007)
- SKA Sankt Petersburg (2008-2011)
- HK WMF Sankt Petersburg (2009-2012)
  -  SKA-1946 Sankt Petersburg (2010)
- Witiaź Podolsk (2012-2016)
  -  THK Twer (2015-2016)
- Jugra Chanty-Mansyjsk (2016-2018)
- Admirał Władywostok (2018-2019)

Wychowanek Spartaka Moskwa. Od września 2012 zawodnik Witiazia Podolsk. W marcu 2014 przedłużył kontrakt z klubem o dwa lata. We wrześniu 2016 przekazany do klubu podległego THK Twer. Od listopada 2016 zawodnik Jugry Chanty-Mansyjsk. We wrześniu 2018 przeszedł do Admirała Władywostok.

## Sukcesy
Reprezentacyjne
- Brązowy medal mistrzostw świata juniorów do lat 20: 2008